# ジャベ
ジャベ（西: Llave）は、ルチャリブレにおける複合極技の総称。「ジャベ」はスペイン語で「鍵」を意味する。

## 概要
空中技と共にルチャリブレのファイトスタイルを特徴付ける要素であり、ルチャリブレの黎明期から使用されている。1度に複数の箇所を極める技が多いのが特徴で、その種類は多種多様であり、中には技名すら存在しないものまである。
昭和期の日本ではジャベの同義語として、これらの技を総称してメキシカン・ストレッチ（Mexican Stretch）と呼称していた。
2000年1月16日、ウルティモ・ドラゴンがメキシコにジャベの要素を積極的に取り入れた闘龍門2000プロジェクトを設立。日本人選手が日本に逆上陸してジャベという名称が広く認知されるに至った。

## 代表的なジャベ
ボウ・バックブリーカー
弓式背骨折りとも呼ばれている。倒れている相手を横向きにして、自らの片膝を背中に押しつけつつ相手の頭部と足を引っ張る。
サーフボード・ストレッチ
波乗り式背骨折りとも呼ばれている。座っている相手に対して、あるいは稀に立っている相手に対して、背後に立ち、相手の両手首を、それぞれ自分の腕で掴んで背中側に引っ張り、同時に自分の片足裏あるいは片膝を相手の背面に当てて、そのまま相手の体を反らせて背骨にダメージを与える技。
レイネーラ
人工衛星式背骨折りとも呼ばれている。レイ・メンドーサのオリジナル技。相手の首元と両脚を掴み、自身の体と交差するように背面で持ち上げて、横回転しながら背中や腰部を絞め上げる。
ゴリー・スペシャル
ゴリー・ゲレロのオリジナル技。相手を背中合わせにして上方へ担ぎ上げたあと、相手の左足首を自分の右太腿へ、相手の右足首を自分の左太腿に引っ掛け、さらにハイジャック・バックブリーカーの体勢で相手の右手首を左手で、相手の左手首右手で掴み、その状態で相手を内方向に締め上げることで背中と肩関節へダメージを与える。
リバース・ゴリー・スペシャル
ゴリー・ゲレロのオリジナル技。前屈みになった相手と背中合わせの体勢から両腕を相手の両脇にフックして体を捻って反転して相手を上下逆さまの状態に持ち上げる。
カンパーナ
釣鐘固めとも呼ばれている。仰向けの相手の両足を両脇で抱え反転させて、うつ伏せになった相手の相手の両手首を掴んで体を持ち上げて宙吊りになった相手の肩と背中を極める。
アレハンドリーナ
キャメル・クラッチの体勢から自身の両足を使ったフルネルソンを相手の肩に極めて相手の肩、背中、足を痛めつける。
ロメロ・スペシャル
タパティア、メキシカン・サーフボード、吊り天井固めとも呼ばれている。ラウル・ロメロのオリジナル技（リト・ロメロだとする説もある）。うつ伏せの相手の両足に自分の両足を絡め、両手で相手の両手首を掴んで後方に倒れ込み、相手の体を反り上げる。技に移行する直前に相手の脇腹を軽く叩くのが定番となっている。両手首を掴まずに相手の肩に手を添えて支える形式も存在する。
アンヘリート
リバース・ロメロ・スペシャルとも呼ばれている。通常のロメロ・スペシャルと違い、相手が上下逆さまの状態で極める。
ラ・メディア・タパティア
ロメロ・スペシャルの体勢から相手の両腕を離して相手の顎を両手でクラッチして極める。
カベルナリア
完全に相手の体をロメロ・スペシャルに吊り上げないでチンロックに移行して顎と背中を同時に極める。
ラ・スワスティカ
コブラツイストの体勢から引っ掛けていない相手の足を持ち上げて極める。
セラヘーラ
卍固めの体勢から相手の首を両脚で挟み込み、三角絞めに似た体勢に捕える。
ムルシェラゴ
こうもり吊りとも呼ばれている。相手の股下に頭を差し込み両脚を掴み、体を起こして相手を逆さ吊りにしたあと片手で相手の両足首を、もう片手で相手の片腕をロックして片膝をついた状態で膝上に相手の首を乗せ極める。
エル・ヌド
ヌド・ラグネロ、結び目固めとも呼ばれている。仰向けになった相手の両手両足を複雑に交差させた状態から相手の体を持ち上げて相手の自重で両手両足を極める。
ラ・ネブリナ
ミステル・ニエブラのオリジナル技。相手の両手両足を複雑に交差させた状態から相手の体を、うつ伏せにひっくり返して相手の自重で両手両足を極める。